# کاژیمیش اوپالینسکی
کاژیمیش اوپالینسکی (لهستانی: Kazimierz Opaliński؛ ‏ [kaˈʑimjɛʂ]؛ ‏ ۲۲ فوریهٔ ۱۸۹۰ – ۶ ژوئن ۱۹۷۹) بازیگر اهل لهستان بود.
از فیلم‌هایی که وی در آن نقش داشته‌است، می‌توان به سیل، سه داستان، موضوعی برای حل و فصل، سرزمین موعود، بدشانسی، فرعون، بال‌های سیاه، دست‌نوشته ساراگوسا و عروسی اشاره کرد.